# Nádasdladány
Nádasdladány è un comune dell'Ungheria di 1.872 abitanti (dati 2001). È situato nella contea di Fejér.